# تيد فيو ريتو
ثيودور سالفاتوري فيوريتو (20 ديسمبر 1900- 22 يوليو 1971)،  المعروف مهنيًا باسم تيد فيو ريتو، كان مؤلفًا أمريكيًا وقائد أوركسترا وعازف على كل من البيانو وجهاز هاموند، الذي كان شائعًا على الصعيد الوطني الإذاعي في 1920 و1930. يُذكر اسمه أحيانًا باسم Ted Fiorito أو Ted Fio Rito .

## روابط خارجية
- تيد فيو ريتو على موقع IMDb (الإنجليزية)
- تيد فيو ريتو على موقع ميوزك برينز (الإنجليزية)
- تيد فيو ريتو على موقع ديسكوغز (الإنجليزية)
- تيد فيو ريتو على موقع قاعدة بيانات الفيلم (الإنجليزية)